# Giuseppe Valletta

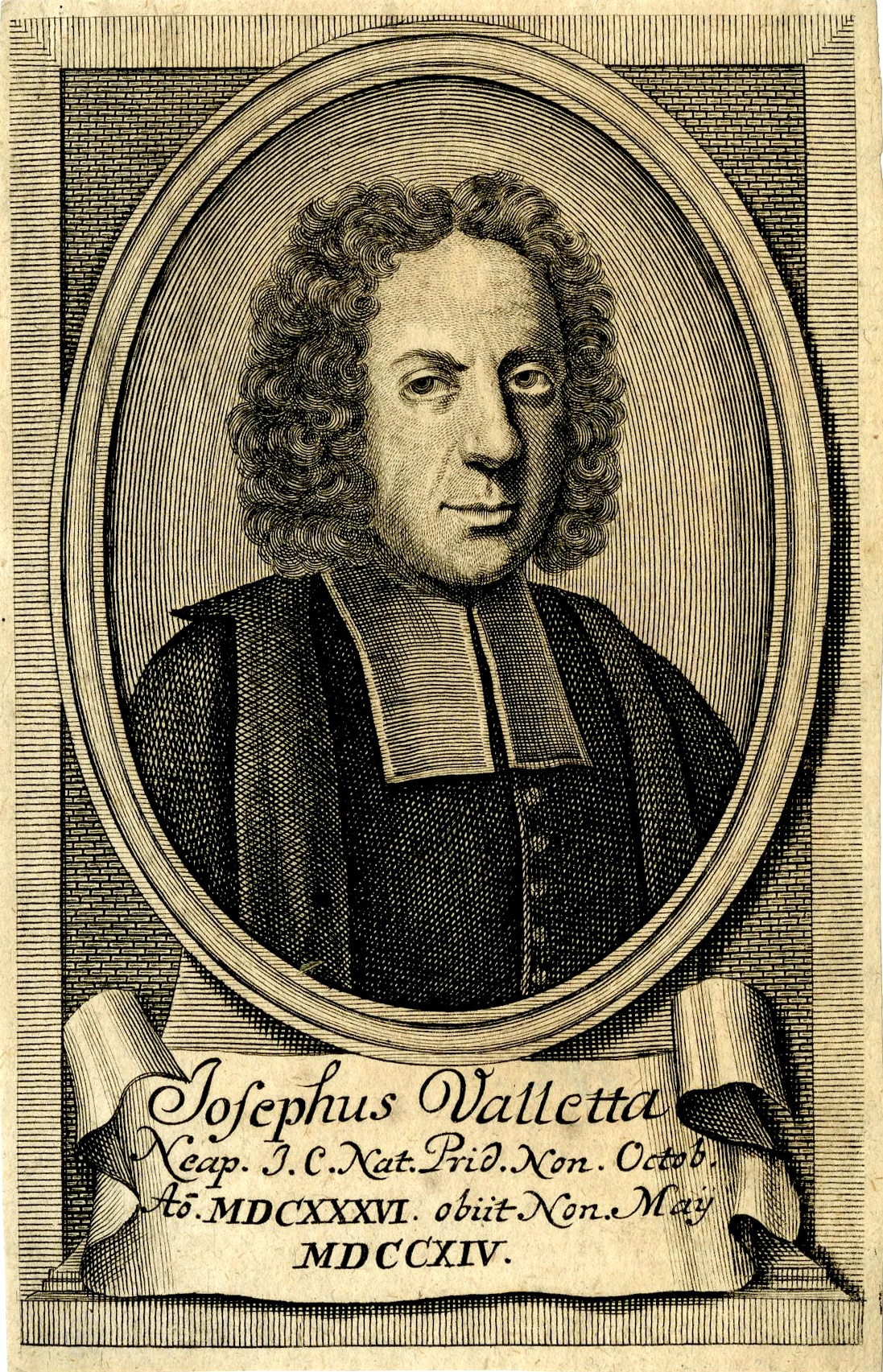
Giuseppe Valletta

Giuseppe Valletta (* 6. Oktober 1636 in Neapel; † 16. Mai 1714 ebenda) war ein neapolitanischer Gelehrter, Jurist und Philosoph.
Valletta studierte Literatur und Rechtswissenschaften. Er war einer der Gründer der Accademia degli Investiganti. Er beteiligte sich mit Tommaso Cornelio, Francesco D’Andrea und Leonardo Di Capua an den heftigen philosophischen und wissenschaftlichen Kontroversen zwischen Liberalen und Konservativen, die in Südeuropa in den letzten Jahrzehnten des siebzehnten Jahrhunderts geführt wurden.
Zu seinen Werken zählen insbesondere
- Lettera in difesa della moderna filosofia e de' coltivatori di essa (Schreiben zur Verteidigung der modernen Philosophie und der Hersteller des Seins)[3]
- Historia filosofica (Philosophische Geschichte, 1697–1704).[4]

Valletta war Teil der Gruppe der amici e padroni napoletani (neapolitanische Freunde und Meister) von Francesco Redi. Er war beteiligt an der neapolitanischen Ausgabe der Werke des aretinischen Wissenschaftlers, die 1687 herausgegeben wurde. Redi, der in Livorno im Februar 1688 eine Kopie der Ausgabe erhielt, urteilte, die Bücher seien „von hervorragendem Charakter und sehr korrekt“. Für diese Geste der Freundschaft blieb er Valletta zutiefst verbunden.
Valletta war ein großer Liebhaber und Kenner der Bücher. Seine berühmte Bibliothek soll 18.000 Titel umfasst haben.
Die Philosophie des 17. Jahrhunderts